# Lijst van rijksmonumenten in Lichtenvoorde
De plaats Lichtenvoorde telt 12 inschrijvingen in het rijksmonumentenregister. Hieronder een overzicht.
| Object | Oorspronkelijke functie? | Bouwjaar          | Architect     | Locatie                | Coördinaten?                  | Nr.?   | Afbeelding            |
| --- | ------------------------ | ----------------- | ------------- | ---------------------- | ----------------------------- | ------ | --------------------- |
| 't Hof, oud richtershuis | Gerechtsgebouw           | 1675              |               | t Hof 4                | 51° 59' 19" NB, 6° 34' 12" OL | 25818  | Meer afbeeldingen     |
| Johanneskerk, Nederlands Hervormde Kerk | Kerk en kerkonderdeel    | 1648              |               | Rentenierstraat 9      | 51° 59' 18" NB, 6° 34' 9" OL  | 25819  | Meer afbeeldingen     |
| Oude hoefsmederij in pandje met stijl- en regelwerk, onder hoog schilddak | Werk-woonhuis            | mogelijk 18e eeuw |               | Varkensmarkt 7         | 51° 59' 18" NB, 6° 34' 4" OL  | 25820  | Meer afbeeldingen     |
| Pillen: Boerderij, hallehuistype, gebouwd op een rechthoekige plattegrond en heeft één bouwlaag onder een zadeldak, met de nok evenwijdig aan de weg, gedekt met rode Muldenpannen | Boerderij                | 1926              | B. Ebbers     | G. J. Doorninkweg 1    | 51° 58' 25" NB, 6° 34' 38" OL | 516274 | Meer afbeeldingen     |
| Pillen: varkenschuur | Boerderij                | 1926              |               | G. J. Doorninkweg 1    | 51° 58' 25" NB, 6° 34' 38" OL | 516275 | Meer afbeeldingen     |
| Pillen: wagenschuur | Boerderij                | 1850-1900         |               | G. J. Doorninkweg 1    | 51° 58' 25" NB, 6° 34' 38" OL | 516276 | Meer afbeeldingen     |
| Villa | Woonhuis                 | 1906-1907         | J.J. Post     | Rentenierstraat 37     | 51° 59' 15" NB, 6° 34' 19" OL | 516282 | Villa                 |
| Badhuis | Gebouw                   | 1906-1907         |               | Rentenierstraat bij 37 | 51° 59' 15" NB, 6° 34' 19" OL | 516283 | Badhuis               |
| Tuinhek | Erfscheiding             | 1906-1907         |               | Rentenierstraat bij 37 | 51° 59' 16" NB, 6° 34' 17" OL | 516284 | Tuinhek               |
| Herenhuis met tuinhek | Woonhuis                 | 1900              | L.G. Richter  | Rapenburgsestraat 15   | 51° 59' 14" NB, 6° 33' 58" OL | 516285 | Herenhuis met tuinhek |
| Hulshofs Verenigde Fabrieken | Industrie                | 1920              | C.T. Steinert | Aaltenseweg 2 4        | 51° 59' 13" NB, 6° 34' 26" OL | 516286 | Meer afbeeldingen     |
| Voormalige eierhal | Opslag                   | 1941              | Jan Huinink   | Varsseveldseweg 36     | 51° 59' 12" NB, 6° 33' 38" OL | 516288 | Voormalige eierhal    |